# Thomas Flahaut
Œuvres principales
- Ostwald, Les nuits d'été

Thomas Flahaut, né en 1991 à Montbéliard, est un romancier français.

## Biographie

### Enfance et formation
Thomas Flahaut naît en 1991 à Montbéliard,. Il vient d’une famille d’ouvriers et de frontaliers,.
Il est élève au collège Jean Bauhin situé à Audincourt.
Il étudie le théâtre à Strasbourg. Il réalise ensuite un cursus en écriture littéraire en Suisse. Il suit notamment les cours d’Emmanuelle Pireyre au sein de la Haute Ecole des arts de Berne, à Bienne, qui lui conseille d'envoyer son manuscrit d'Ostwald aux Éditions de l'Olivier,.

### Carrière
En 2017 sort son premier roman, Ostwald, une fiction d’anticipation apocalyptique. Il évoque notamment le chômage et la menace nucléaire dans l’est de la France, à travers l'explosion de Fessenheim et l'histoire de Noël, en s'inspirant de la fermeture de l'usine Alstom de Belfort et la catastrophe nucléaire de Fukushima,,. « La littérature n’est que du désengagement. C’est prendre du recul par rapport au réel. C’est un texte qui tente de plonger les gens dans un cauchemar qui est un présent regardé avec une loupe grossissante » explique l'auteur au journal Libération. Le livre fait partie de la sélection 2018-19 du Roman des Romands et du prix du roman d'écologie. L'auteur reçoit également l’une des bourses de création de la Fondation Leenaards,.
Parallèlement, Thomas Flahaut participe au collectif littéraire franco-suisse Hétérotrophes, fondé en 2015 à Bienne, par les anciens élèves de l’Institut littéraire suisse, reliée à la Haute école des arts de Berne, que l'auteur a fréquentée,. Le collectif réalise textes, performances publiques et animations socioculturelles. Thomas Flahaut écrit également des textes dans des journaux comme Le Courrier ou Le Temps,.
En 2020 paraît son second roman, Les Nuits d'été, sur le travail de nuit dans une usine du Jura et le passage de l'adolescence à l'âge adulte. « Un trio jeune et fraternel, sorte de "Jules et Jim" du prolétariat moribond » peut-on lire dans le journal suisse RTS. On y suit Thomas qui, après avoir raté ses examens universitaires, part travailler à l'usine où il retrouve son ami d'enfance Medhi, et Louise, la sœur jumelle de Thomas qui prépare une thèse de sociologie sur les ouvriers frontaliers entre la France et la Suisse. Le livre remporte le prix littéraire du Roman des Romands 2022,.
En 2024 sort Camille s'en va, une histoire d'amour et de combat écologique,. Des militants protègent et occupent une forêt qui doit être détruite car l’État veut y installer des panneaux photovoltaïques. « Troisième roman de Thomas Flahaut, ce texte au lyrisme électrique donne à voir de l’intérieur, à travers l’amour, l’amitié, la vie dans une société au bord de l’implosion » écrit Marie-Ange Pinelli de France Bleu.

### Vie privée
Il vit à Bienne.

## Romans
- Ostwald, Éditions de l'Olivier, Paris, 2017[17],[7]
- Les Nuits d'été, Éditions de l'Olivier, Paris, 2020, 219 pages  (ISBN 978-2-8236-1602-6)[18],[4]
- Camille s'en va, Éditions de l'Olivier, Paris, 2024, 288 pages  (ISBN 978-2--8236-2128-0)[14]

## Distinctions
- Ostwald : finaliste du prix Stanislas et du prix de la Vocation, et dans la sélection 2018-2019 du Prix du roman des Romands[2]
- Bourse culturelle de la Fondation Leenaards 2018[2]
- Bourse écrivain de la Fondation Jean-Luc Lagardère 2021[19]
- Les Nuits d'été : prix du Roman des Romands 2022[11]